# فرفیون تیتیمالویدس
 یوفوربیا تیتیمالویدس(نام علمی: Euphorbia tithymaloides) نام یک گونه از سرده یوفوربیا است.